# کیوان تابش
کیوان تابش دانشجوی ۱۸ سالهٔ ایرانی دانشگاه کانادا، که در ۲۳ تیر ۱۳۸۲ توسط پلیس کانادا کشته شد. تحلیلگران این رویداد را مرتبط با مرگ زهرا کاظمی در ایران می‌دانند.

## آغاز ماجرا
مأموران پلیس شهر ونکوور کانادا، ساعت ۲ بامداد سه‌شنبه ۱۴ژوئیه (۲۳ تیر ۱۳۸۲) سه جوان ایرانی را مورد ضرب و جرح قراردادند که در جریان این درگیری «کیوان تابش» به قتل رسید و فرد دیگری به نام «امیرآقایی» مجروح شد.

## ارتباط با زهرا کاظمی
این قتل هم‌زمان باکشته شدن یک عکاس خبرنگار زن ایرانی به نام زهرا کاظمی در ایران رخ داد، با واکنش‌های زیادی از سوی مقامات جمهوری اسلامی ایران مواجه شد و مسوولان کشور خواستار پاسخ صریح مقامات کانادایی در خصوص قتل کیوان تابش شدند.

## دادگاه
دادگاه جنایی عمومی کانادا پس از ۱۰ ماه رسیدگی به پرونده قتل کیوان تابش تبعه ۱۸ساله ایرانی توسط پلیس این کشور، رأی به برائت پلیس ضارب، داد و اعلام کرد که: هیچگونه اتهامی علیه پلیس ضارب وجود ندارد.

## واکنش‌ها
محافل ایرانی مقیم کانادا نیز از حکم برائت صادره برای پلیس ضارب کیوان تابش اظهار تعجب و تاسف کرده و این حکم را فاقد مبانی مستحکم حقوقی می‌دانند.
در محافل کانادا، این اقدام شعبه قضایی کانادا به عنوان پوششی برای حفظ اعتبار پلیس این کشور قلمداد شده و محافل ایرانی کانادا آن را متأثر از اعمال نفوذهای مقام‌های دولتی محلی دانستند.

## دادگاه مجدد
اقدامات و تلاش‌های خانواده تابش و جمهوری اسلامی ایران جلسه رسیدگی ویژه قتل روز ۲۹اوت (۷ شهریور) برگزار شد، اما دادگاه مجدداً پلیس این کشور و ضارب کیوان تابش را تبرئه کرد.